# 1861
1861. је била проста година.

## Догађаји

### Јануар
- 1. јануар — Снаге Бенита Хуареза су освојиле Сијудад Мексико.
- 3. јануар — Делавер је гласао да се не отцепи од САД.
- 29. јануар — Канзас је примљен у Унију као 34. америчка савезна држава.

### Фебруар
- 4. фебруар — Делегати шест одметнутих америчких држава су се у Монтгомерију образовали Конфедеративне Америчке Државе.
- 9. фебруар — Џеферсон Дејвис је изабран за привременог председника Конфедеративних Америчких Држава од Конфедеративне конвенције у Монтгомерију.
- 13. фебруар — Окончана је опсада Гаете, што је фактички означило крај Краљевства Две Сицилије.

### Март
- 3. март — Царским манифестом и Законом о правном положају сељак цар Александар II је укинуо кметство у Русији.
- 4. март — Абрахам Линколн је инаугурисан за 16. председника САД.
- 17. март — Скупштина у Торину је прогласила Виктора Емануела II за краља уједињене Краљевине Италије

### Април
- 2. април — У Сремским Карловцима састао се Благовештенски сабор, последњи политичи скуп Срба у Угарској.
- 12. април — Нападом снага Конфедерације на тврђаву Самтер у Јужној Каролини почео Амерички грађански рат.

### Јул
- 21. јул — Снаге Конфедерације су однеле победу у првој бици код Бул Рана, првом великом окршају Америчког грађанског рата.

### Август
- 6. август — 20. август – Преображенска скупштина

### Септембар
- 3. септембар — Генерал Конфедерације Леонидас Полк је напао неутрални Кентаки, приморавши државно руководство да тражи помоћ Уније.

### Новембар
- 8. новембар — УСС Сан Хасинсто је зауставио британски брод Трент и ухапсио двојицу јужњачких изасланика, што је изазвало велику дипломатску кризу између САД и Уједињеног Краљевства.

## Рођења

### Јануар
- 14. јануар — Мехмед VI, турски султан 1918-22. (†1926)
- 21. јануар — Ђорђе Јовановић, српски вајар. (†1953)

### Фебруар
- 2. фебруар — Соломон Р. Гугенхајм, амерички индустријалац. (†1949)
- 11. фебруар — Љубомир Милић, српски генерал. (†1949)
- 12. фебруар — Лу Андреас-Саломе, немачка књижевница и филозоф. (†1937)
- 15. фебруар — Алфред Норт Вајтхед, амерички филозоф. (†1947)
- 25. фебруар — Рудолф Штајнер, аустријски филозоф. (†1925)
- 26. фебруар — Фердинанд I од Бугарске, кнез и краљ Бугарске 1887-1918. (†1948)

### Април
- 15. април — Климент Бојаџијев, бугарски генерал и министар. (†1933)
- 17. април — Емил Гаврила, српски адвокат и политичар. (†1933)
- 22. април — Иштван Тиса, премијер Мађарске. (†1918)
- 23. април — Карл Мол, аустријски сликар. (†1945)

### Мај
- 7. мај — Рабиндранат Тагор, индијски писац и филозоф, добитник Нобелове награде за књижевност 1913. (†1941)
- 20. мај — Хенри Гант, амерички инжењер. (†1919)

### Јун
- 19. јун — Даглас Хејг, британски фелдмаршал. (†1928)

### Септембар
- 10. октобар — Фритјоф Нансен, норвешки истраживач, зоолог и дипломата. (†1930)
- 11. октобар — Димитрије Ц. Ђорђевић, српски војни телеграфиста и новинар. (†1941)
- 30. октобар — Емил Антоан Бурдел, француски вајар и педагог. (†1929)

### Новембар
- 2. новембар — Морис Блондел, француски филозоф. (†1949)
- 4. новембар — Ђорђе Генчић, српски индустријалац и министар. (†1938)
- 6. новембар — Џејмс Нејсмит, изумитељ кошарке. (†1939)
- 11. новембар — Ерих фон Фалкенхајн, немачки војсковођа и начелник генералштаба. (†1922)
- 16. новембар — Луиђи Факта, италијански политичар и премијер. (†1930)

### Децембар
- 4. децембар — Никола Кашиковић, српски публициста. (†1927)
- 8. децембар — Аристид Мајол, француско-каталонски вајар и сликар. (†1944)
- 8. децембар — Жорж Мелијес, Француски редитељ. (†1938)
- 12. децембар — Јанко Лесковар, хрватски књижевник. (†1949)
- 20. децембар — Ивана Кобилца, словеначка сликарка. (†1926)

### Непознат датум
- непознат датум - Дионисије Миковић, српски свештеник и књижевник. (†1942)

## Смрти

### Јануар
- 19. јануар — Алберт Ниман, немачки хемичар. (*1834)

### Фебруар
- 21. фебруар — Милутин Петровић, војвода крајинске нахије. (*1791)

### Март
- 10. март — Тарас Шевченко, украјински песник и сликар. (*1814)

### Мај
- 12. мај — Станков Кењо Јанковић, црногорски јунак. (*1797)

### Јун
- 6. јун — Камило Бенсо ди Кавур, италијански политичар. (*1810)
- 13. јун — Хенри Греј, енглески анатом и хирург. (*1827)
- 25. јун — Абдулмеџид I, турски султан 1839-61. (*1823)
- 26. јун — Павел Јозеф Шафарик, словачки и чешки писац, историчар, лингвиста и филолог. (*1795)

### Август
- 9. август — Јаков Живановић, српски политичар. (*1808)

### Новембар
- 20. новембар — Пјер Фредерик Сарус, француски математичар. (*1798)

### Децембар
- 13. децембар — Јосиф Рајачић, карловачки митрополит и патријарх. (*1785)